# Châtillon JU
| JU ist das Kürzel für den Kanton Jura in der Schweiz. Es wird verwendet, um Verwechslungen mit anderen Einträgen des Namens Châtillon zu vermeiden. |

Châtillon ist eine politische Gemeinde im Distrikt Delémont des Kantons Jura in der Schweiz. Der frühere deutsche Name Kastel wird heute nicht mehr verwendet.

## Geographie
Châtillon liegt auf 523 m ü. M., 4 km südlich des Kantonshauptorts Delémont (Luftlinie). Das ehemalige Strassenzeilendorf erstreckt sich östlich des Baches Le Bie an einem nach Norden geneigten Hang am Südrand des Delsberger Beckens.
Die Fläche des 5,36 km² grossen Gemeindegebiets hat nur einen geringen Anteil an der landwirtschaftlich intensiv genutzten Ebene des Delsberger Beckens. Sie reicht vom Montchaibeux im Norden, einem 627 m ü. M. hohen, isoliert im Becken stehenden Waldhügel, bis auf die südlich angrenzende Jurakette von Le Mont, die zum System der Mont-Raimeux-Kette gehört. Über den Kamm dieser Kette verläuft die Kantonsgrenze zwischen Jura und Bern. Der höchste Punkt der Gemeinde liegt mit 1129 m ü. M. auf der Felskrete der Côte des Porcs. Am Nordhang dieser Jurakette befindet sich auf dem Gemeindegebiet ein typischer Ausräumungskessel (Halbklus), flankiert von zwei übriggebliebenen Bergkörpern aus harten Gesteinsschichten. Der Dorfbach Bie entwässert das Gebiet zur Sorne. Von der Gemeindefläche entfielen 1997 5 % auf Siedlungen, 52 % auf Wald und Gehölze, 42 % auf Landwirtschaft, und knapp 1 % war unproduktives Land.
Zu Châtillon gehören mehrere Einzelhöfe. Nachbargemeinden von Châtillon sind Haute-Sorne, Courtételle, Rossemaison und Courrendlin im Kanton Jura sowie Roches und Moutier im Kanton Bern.

## Bevölkerung
Mit 494 Einwohnern (Stand 31. Dezember 2023) gehört Châtillon zu den kleineren Gemeinden des Kantons Jura. Von den Bewohnern sind 96,3 % französischsprachig, 2,7 % deutschsprachig und 0,5 % italienischsprachig (Stand 2000). Die Bevölkerungszahl von Châtillon belief sich 1850 auf 193 Einwohner, 1900 auf 221 Einwohner. Im Verlauf des 20. Jahrhunderts wurde insgesamt ein deutlich steigender Trend verzeichnet.

## Wirtschaft
Die Gemeinde ist noch stark landwirtschaftlich geprägt, hat sich aber in der zweiten Hälfte des 20. Jahrhunderts auch zum Wohndorf entwickelt. Es gibt nur wenige Arbeitsplätze ausserhalb des landwirtschaftlichen Sektors im Dorf. Viele Erwerbstätige (ungefähr 70 %) sind deshalb Wegpendler und arbeiten vor allem in der Region Delémont.

## Verkehr
Châtillon liegt abseits von Durchgangsstrassen, trotzdem hat es eine recht gute Verkehrsanbindung. Eine Buslinie verkehrt vom 4 km entfernten Bahnhof von Delémont nach Châtillon. Der Anschluss an das 1998 eröffnete Teilstück der Autobahn A16 von Delémont nach Porrentruy, das sowohl an das schweizerische Nationalstrassennetz als auch an das französische Autobahnnetz angeschlossen ist, ist ebenfalls nach nur 4 km langer Fahrt zu erreichen.

## Geschichte
Das Dorf findet als Chastellun 1148 in einer Urkunde von Papst Eugen III. erstmals Erwähnung. Châtillon gehörte der Propstei Moutier-Grandval und behielt auch nach der Reformationszeit den katholischen Glauben bei. Von 1797 bis 1815 gehörte es zu Frankreich und war anfangs Teil des Département Mont-Terrible, ab 1800 mit dem Département Haut-Rhin verbunden. Durch den Entscheid des Wiener Kongresses kam der Ort 1815 an den Kanton Bern zum Amtsbezirk Moutier. Die Bewohner von Châtillon votierten in den Juraplebisziten stets für die Schaffung des Kantons Jura. Als Grenzgemeinde im Bezirk Moutier entschied sich Châtillon in der Volksabstimmung vom 7. September 1975 für den Kanton Jura, trat 1976 zum Distrikt Delémont über und kam mit diesem am 1. Januar 1979 an den neu gegründeten Kanton Jura.
Am 18. Juli 1973 nahm Châtillon an der 4. Runde von Spiel ohne Grenzen in Arnhem teil. Sie war in der gesamten Spielreihe die nach Einwohnerzahl kleinste Gemeinde die je an dieser, in den 1960er- und 1970er-Jahren sehr beliebten Sendung, teilgenommen hat. Sie belegte dort den 2. Platz und hat sich für das Finale in Paris qualifiziert. Dort hat sie am 12. September 1973 den 6. Platz belegt.

## Sehenswürdigkeiten
Schon seit dem Mittelalter gehörte Châtillon zur Pfarrei Courrendlin. 1817 wurde im Dorf die Kapelle Mariä Himmelfahrt erbaut; sie enthält eine reiche Ausstattung und wurde 1985 renoviert. Ausserhalb des Ortes steht eine mehr als 1000 Jahre alte Eiche, die Chêne des Bosses.
Als besonderes Brauchtum von Châtillon ist die Ostertradition Les Caquiats, ein Kinderumzug mit Schnarren, zu erwähnen.

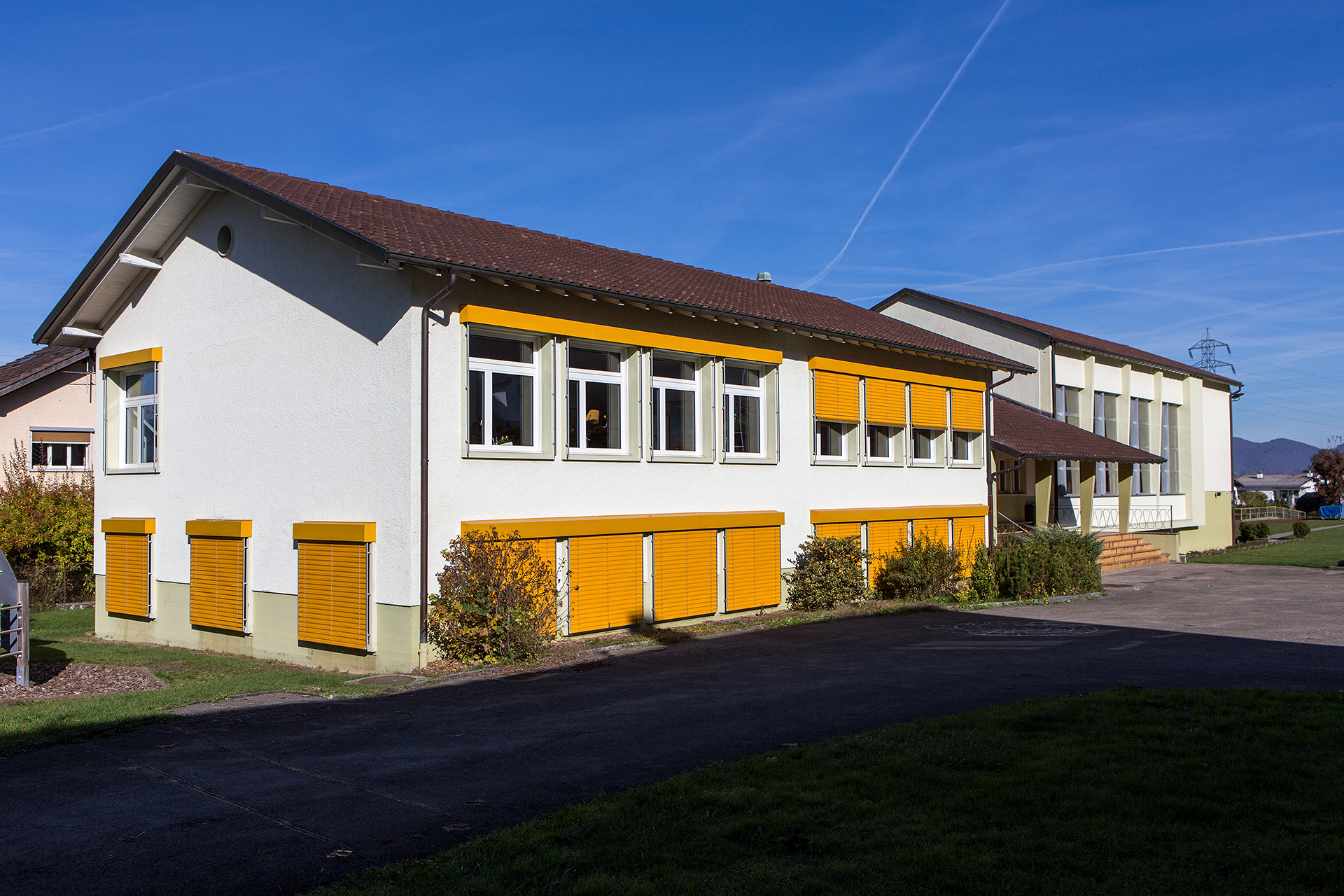
Schulhaus und Turnhalle
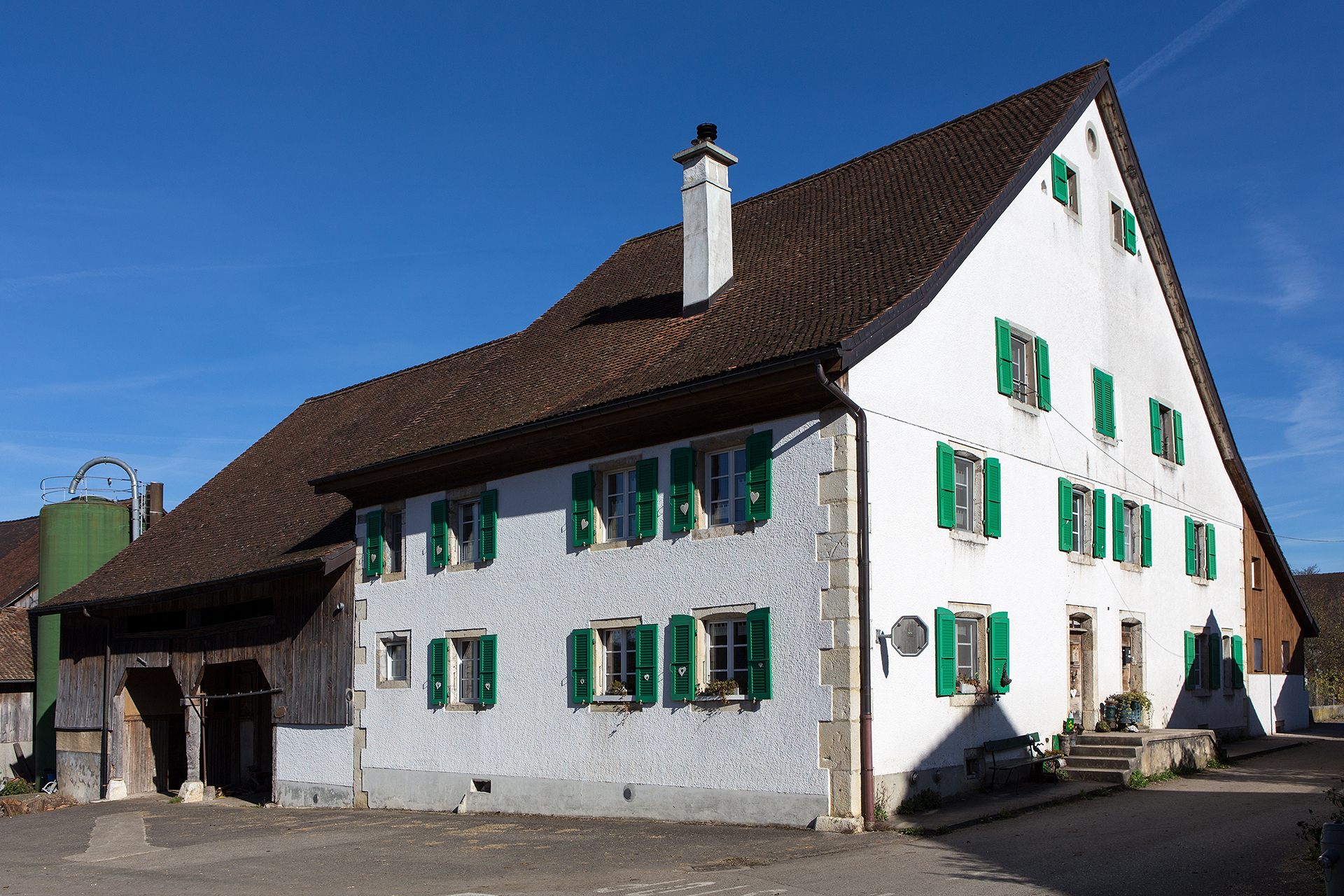
Ortstypisches, altes Bauernhaus
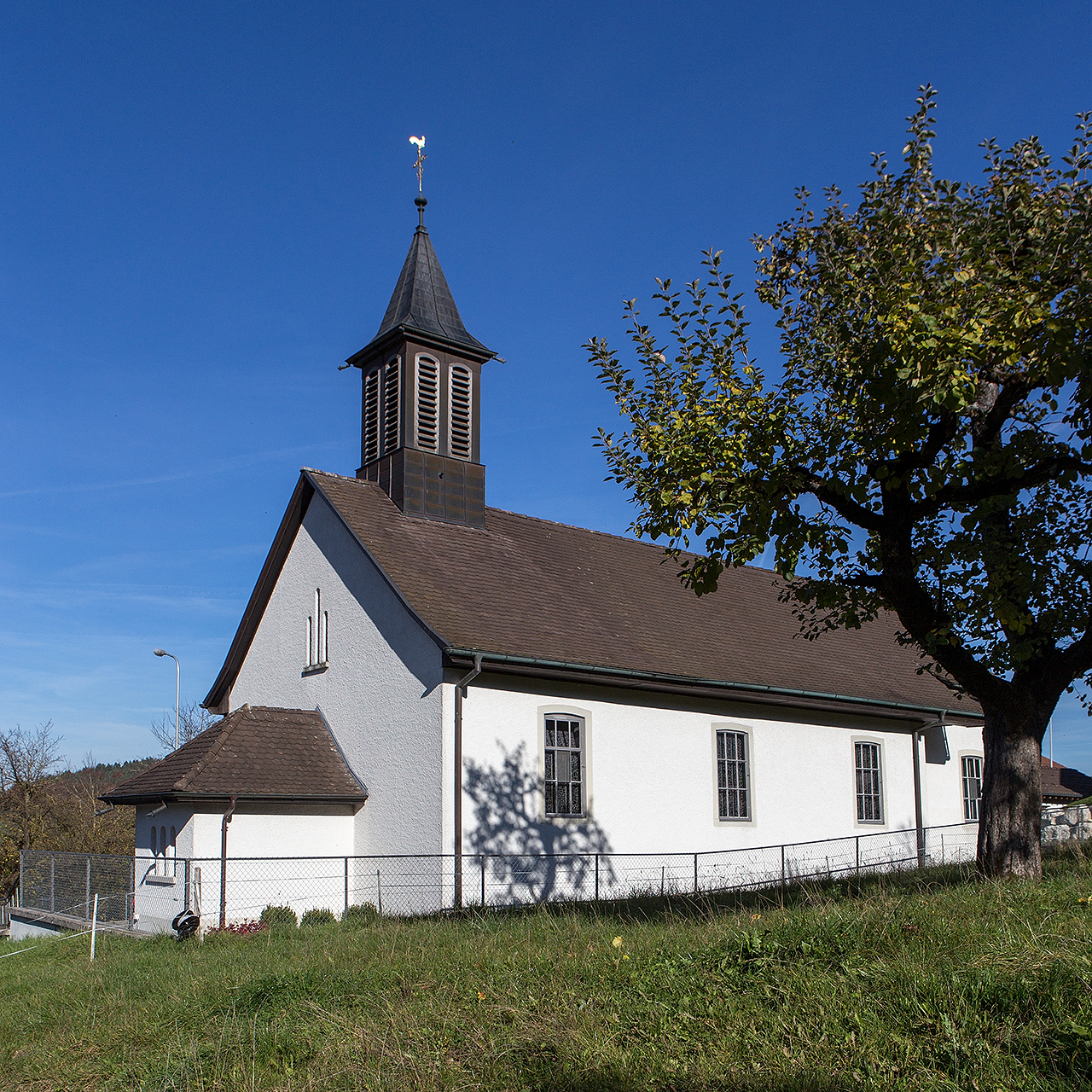
Kapelle
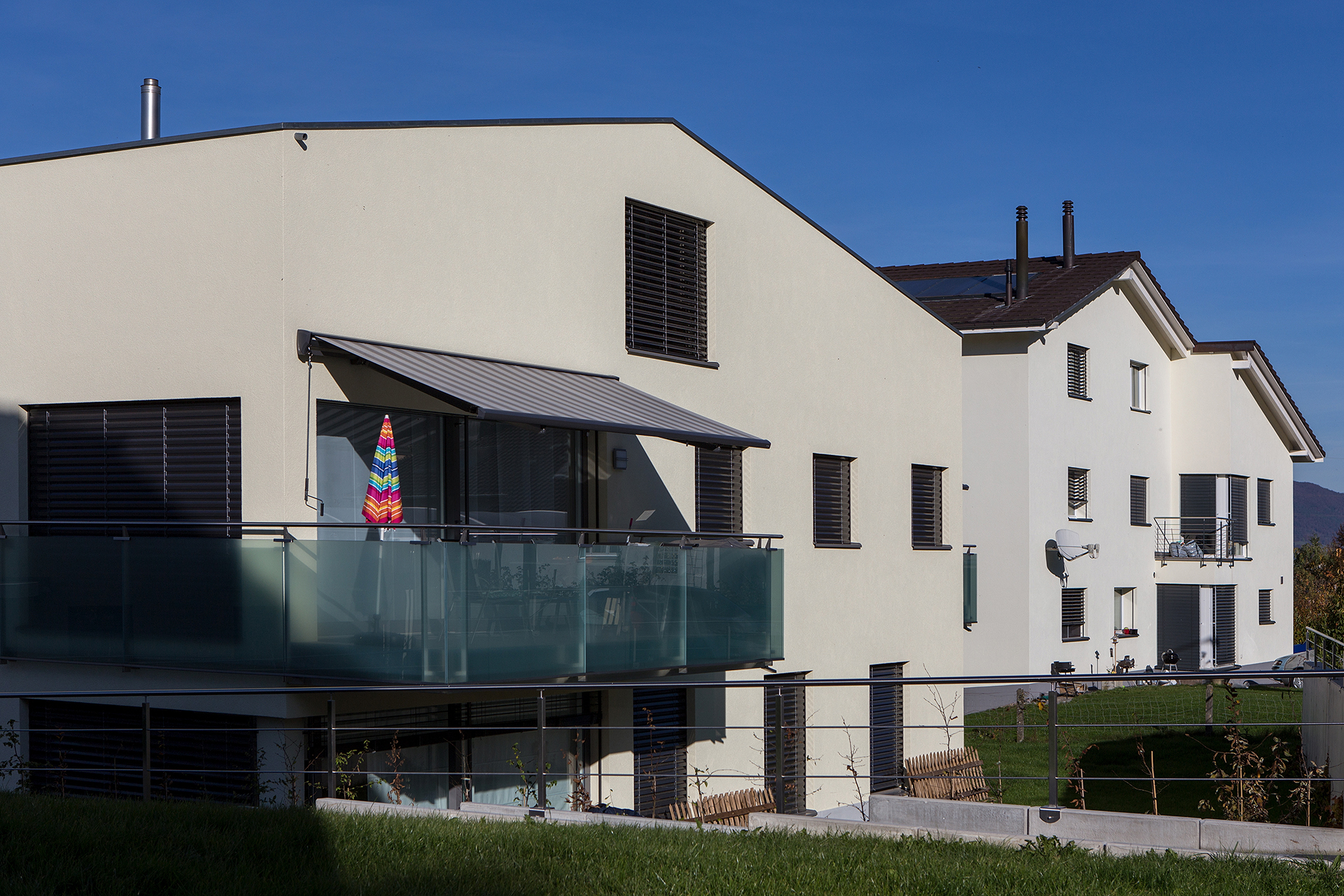
Neue Wohnsiedlung
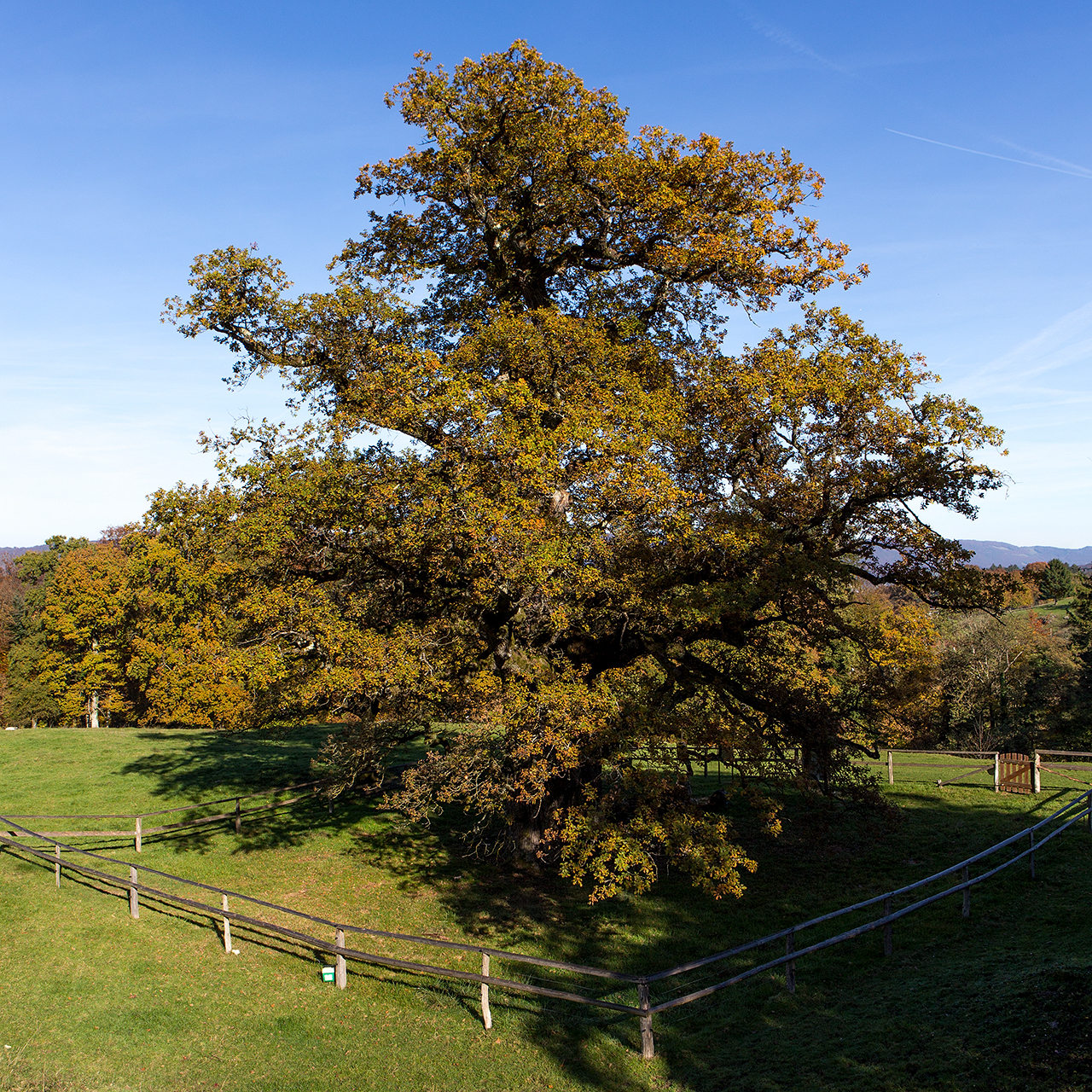
Chêne des Bosses (1000-jährige Eiche)